# Públio Múcio Cévola (cônsul em 133 a.C.)
Públio Múcio Cévola (em latim: Publius Mucius Scaevola) foi um político da gente Múcia da República Romana eleito cônsul em 133 a.C. com Lúcio Calpúrnio Pisão Frúgio. Foi também pontífice máximo de 130 a.C. até a sua morte em 115 a.C.. Ele era filho de Públio Múcio Cévola, cônsul em 175 a.C., e sua mulher, Licínia, irmã de Públio Licínio Crasso, cônsul em 171 a.C.. Seu tio paterno, Quinto Múcio Cévola, foi cônsul em 174 a.C.., e seu irmão mais novo, Públio Licínio Crasso Dives Muciano, foi cônsul em 133 a.C.. Quinto Múcio Cévola, cônsul em 95 a.C., era seu filho.

## Carreira
Cévola foi tribuno da plebe em 141 a.C., pretor em 136 a.C. e finalmente foi eleito cônsul em 133 a.C. com Lúcio Calpúrnio Pisão Frúgio. Durante seu mandato, Públio Cornélio Cipião Násica Serapião, o líder da facção aristocrática dos optimates, entrou em conflito com o tribuno da plebe Tibério Graco, líder dos populares, durante a eleição para um segundo mandato para o tribuno. Múcio preferia Graco, pois estava mais propenso a ouvir e atentader as demandas da plebe, mas Cipião continuou a protestar e mobilizou um grupo de senadores que acabou assassinando Graco, acusando-o de tirania. Apesar disto, Múcio não tomou nenhuma providência.
Tornou-se pontífice máximo em 131 a.C. depois da morte de seu irmão biológico Públio Licínio Crasso Dives Muciano. Foi o último pontífice a publicar os "annales maximi", uma compilação dos eventos ocorridos durante o ano.

## Reconhecido jogador de Ludus Duodecim Scripta
Na Roma Antiga havia um jogo, percursor do jogo das damas, que se chamaria o "jogo das doze linhas" (Duodecim Scripta), que se jogava num tabuleiro quadrado, com doze linhas, como o nome sugere.
O primeiro jogador romano de duodecim scripta de que há registo foi o cônsul  Públio Múcio Cévola. De acordo com Cícero, Públio jogava tão bem que "era capaz de jogar de olhos vendados" (o que poderá muito bem ser simplesmente uma força de expressão).
Quintiliano,na obra Institutio Oratoria, Livro décimo primeiro, capítulo II, inclusive faz o relato de que Cévola, certa vez, depois de perder um jogo, foi capaz de se recordar de todas as jogadas anteriores, indicando concretamente a jogada em que cometera um erro fatal do jogo e confirmando com o adversário as passagens e jogadas que cada um fez. Isto é citado, com o intuito de salientar a boa memória do cônsul. 